# Japansk Wikipedia
Japansk Wikipedia (japansk: ウィキペディア日本語版, tr. Wikipedia Nihongo-ban ; dansk: den japansksprogede Wikipedia) er den japansksprogede  version af det verdensomspændende encyklopædi-projekt Wikipedia. Den japansksprogede udgave af wikipedia blev lanceret 11. maj 2001 og er i november 2016 den 13. største udgave af Wikipedia.
Pr. onsdag den 26. marts 2025 har den japansksprogede Wikipedia 1.456.320 artikler, 12.932 aktive bidragydere og 40 administratorer.